# OTO Mod. 42
A OTO Mod. 42 é uma granada de mão antitanque incendiária fornecida ao Exército Real Italiano durante a Segunda Guerra Mundial.

## História
O Exército Real entrou na guerra sem uma bomba antitanque de produção nacional. Somente quando a guerra começou, em 1942, dois modelos foram produzidos: a Breda Mod. 42 e a OTO Mod. 42.

## Recursos
O fusível consiste em um da OTO Mod. 35 normal que é rosqueada internamente e aparafusada a uma alça de alumínio que se conecta ao corpo da bomba. O corpo é um recipiente de vidro carregado com líquido lança-chamas e gasolina, que se estilhaça no impacto ou no momento do acionamento do detonador. O projeto vem de explosivos artesanais produzidos em campo por soldados que unem uma OTO Mod. 35 normal com garrafas cheias de líquido inflamável.
Os soldados foram treinados para atingir as saídas de ar do motor do tanque, a fim de fazer penetrar o líquido incendiário antes da ignição.